# Bryony Duus
Bryony Duus (7 de outubro de 1977) é uma ex-futebolista profissional australiana que atuava como meia.

## Carreira
Bryony Duus representou a Seleção Australiana de Futebol Feminino, nas Olimpíadas de 2000. 